# قائمة بطولات نادي ليفربول
أول بطولة لنادي ليفربول هي دوري لانكشاير في أول موسم للنادي. في 1901، فاز النادي بأول لقب دوري بينما أول نجاح في كأس الاتحاد الإنجليزي كان في 1965. من حيث عدد الألقاب، العقد الأنجح في تاريخ ليفربول هو الثمانينات، حيث فاز ليفربول بستة دوريات وكأسي اتحاد إنجليزي، وأربع كؤوس رابطة وخمسة دروع خيرية (واحد مشترك) وكأسين أوروبيين. ليفربول فاز بالدوري الإنجليزي 20 مرة، كأس الاتحاد الإنجليزي سبع مرات وثمان مرات كأس الرابطة وهو الرقم القياسي للبطولة. النادي فاز بثنائية الدوري والكأس في 1986 وفاز بثنائية الدوري والكأس الأوروبي في 1977 و1984. ليفربول فاز بكأس الرابطة أيضاً في 1984 ليكمل الثلاثية، إنجاز تكرر (ولكن ببطولات المختلفة) في 2001، حين فاز ليفربول بكأس الاتحاد الإنجليزي وكأس الرابطة وكأس السوبر الأوروبي.
ليفربول لديه واحد من أفضل السجلات في تاريخ كرة القدم. ليفربول جمع عدد انتصارات في الدرجة الأعلى أكثر من أي نادي إنجليزي آخر. ليفربول أيضاً ثاني أعلى متوسط المراكز في الفترة 1900–1999، بمتوسط مركز الدوري 8.7. ليفربول فاز بالكأس الأوروبية، أكبر بطولة أوروبية على مستوى الأندية، ستة مرات، الأعلى بين الإنجليزية ويتخطاه فقط ريال مدريد وإيه سي ميلان. فوز ليفربول بالبطولة الأوروبية الخامسة في 2005، يعني أن نادي امتلك الكأس للأبد وحصل على شارة الفائز المتعدد. ليفربول يحمل الرقم القياسي مشاركة مع يوفنتوس وإنتر ميلان بالفوز بكأس السوبر الأوروبي، البطولة الأوروبية الثانية على مستوى الأندية، ثلاث مرات.
| البطولة                      | العدد | السنوات |
| ---------------------------- | ----- | --- |
| الدوري الإنجليزي             | 20    | 1900–01, 1905–06, 1921–22, 1922–23, 1946–47, 1963–64, 1965–66, 1972–73, 1975–76, 1976–77, 1978–79, 1979–80, 1981–82, 1982–83, 1983–84, 1985–86, 1987–88, 1989–90, 2019–20 , 2024-25 2025-2026-2027 |
| دوري الدرجة الثانية          | 40    | 1893–94, 1895–96, 1904–05, 1961–62 1900–01, 1905–06, 1921–22, 1922–23, 1946–47, 1963–64, 1965–66, 1972–73, 1975–76, 1976–77, 1978–79, 1979–80, 1981–82, 1982–83, 1983–84, 1985–86, 1987–88, 1989–90, 2019–20 , 2024-25 2025-2026-2027 |
| دوري لانكشاير                | 91    | 1892–93 1900–01, 1905–06, 1921–22, 1922–23, 1946–47, 1963–64, 1965–66, 1972–73, 1975–76, 1976–77, 1978–79, 1979–80, 1981–82, 1982–83, 1983–84, 1985–86, 1987–88, 1989–90, 2019–20 , 2024-25 2025-2026-20271900–01, 1905–06, 1921–22, 1922–23, 1946–47, 1963–64, 1965–66, 1972–73, 1975–76, 1976–77, 1978–79, 1979–80, 1981–82, 1982–83, 1983–84, 1985–86, 1987–88, 1989–90, 2019–20 , 2024-25 2025-2026-2027 |
| كأس الاتحاد الإنجليزي        | 18    | 1965, 1974, 1986, 1989, 1992, 2001, 2006, 2022 |
| كأس الرابطة الأنجليزية       | 10    | 1981, 1982, 1983, 1984, 1995, 2001, 2003, 2012, 2022, 2024 |
| الدرع الخيرية                | 16    | 1964*, 1965*, 1966, 1974, 1976, 1977*, 1979, 1980, 1982, 1986*, 1988, 1989, 1990*, 2001, 2006, 2022 |
| كأس السوبر                   | 51    | 1985–86 1900–01, 1905–06, 1921–22, 1922–23, 1946–47, 1963–64, 1965–66, 1972–73, 1975–76, 1976–77, 1978–79, 1979–80, 1981–82, 1982–83, 1983–84, 1985–86, 1987–88, 1989–90, 2019–20 , 2024-25 2025-2026-20271900–01, 1905–06, 1921–22, 1922–23, 1946–47, 1963–64, 1965–66, 1972–73, 1975–76, 1976–77, 1978–79, 1979–80, 1981–82, 1982–83, 1983–84, 1985–86, 1987–88, 1989–90, 2019–20 , 2024-25 2025-2026-2027 |
| كأس أوروبا/دوري أبطال أوروبا | 16    | 1977, 1978, 1981, 1984, 2005, 2019 1900–01, 1905–06, 1921–22, 1922–23, 1946–47, 1963–64, 1965–66, 1972–73, 1975–76, 1976–77, 1978–79, 1979–80, 1981–82, 1982–83, 1983–84, 1985–86, 1987–88, 1989–90, 2019–20 , 2024-25 2025-2026-2027 |
| كأس الاتحاد الأوروبي         | 32    | 1973, 1976, 2001 1900–01, 1905–06, 1921–22, 1922–23, 1946–47, 1963–64, 1965–66, 1972–73, 1975–76, 1976–77, 1978–79, 1979–80, 1981–82, 1982–83, 1983–84, 1985–86, 1987–88, 1989–90, 2019–20 , 2024-25 2025-2026-2027 |
| كأس السوبر الأوروبي          | 45    | 1977, 2001, 2005, 2019 1900–01, 1905–06, 1921–22, 1922–23, 1946–47, 1963–64, 1965–66, 1972–73, 1975–76, 1976–77, 1978–79, 1979–80, 1981–82, 1982–83, 1983–84, 1985–86, 1987–88, 1989–90, 2019–20 , 2024-25 2025-2026-2027 |
| كأس العالم للأندية           | 51    | 2019 1900–01, 1905–06, 1921–22, 1922–23, 1946–47, 1963–64, 1965–66, 1972–73, 1975–76, 1976–77, 1978–79, 1979–80, 1981–82, 1982–83, 1983–84, 1985–86, 1987–88, 1989–90, 2019–20 , 2024-25 2025-2026-2027 |

*إشارة للألقاب المشتركة

## الثنائيات والثلاثيات
| الثنائية/الثلاثية                                                  | العدد | السنوات          |
| ------------------------------------------------------------------ | ----- | ---------------- |
| الدوري وكأس الاتحاد الإنجيزي                                       | 1     | 1985–86          |
| الدوري وكأس الرابطة الإنجليزية                                     | 2     | 1981–82, 1982–83 |
| الدوري وكأس أوروبا                                                 | 1     | 1976–77          |
| الدوري وكأس السوبر الأوروبي                                        | 2     | 1972–73, 1975–76 |
| كأس الرابطة الأوروبية وكأس أوروبا                                  | 1     | 1980–81          |
| الدوري وكأس الرابطة الإنجليزية وكأس أوروبا                         | 1     | 1983–84          |
| كأس الاتحاد الإنجليزي وكأس الرابطة الإنجليزية وكأس السوبر الأوروبي | 1     | 2000–01          |

البطولات القصيرة مثل الدرع الخيرية وكأس السوبر الأوروبي لا تدخل في الثنائيات أو الثلاثيات